# Aussichtsfernrohr

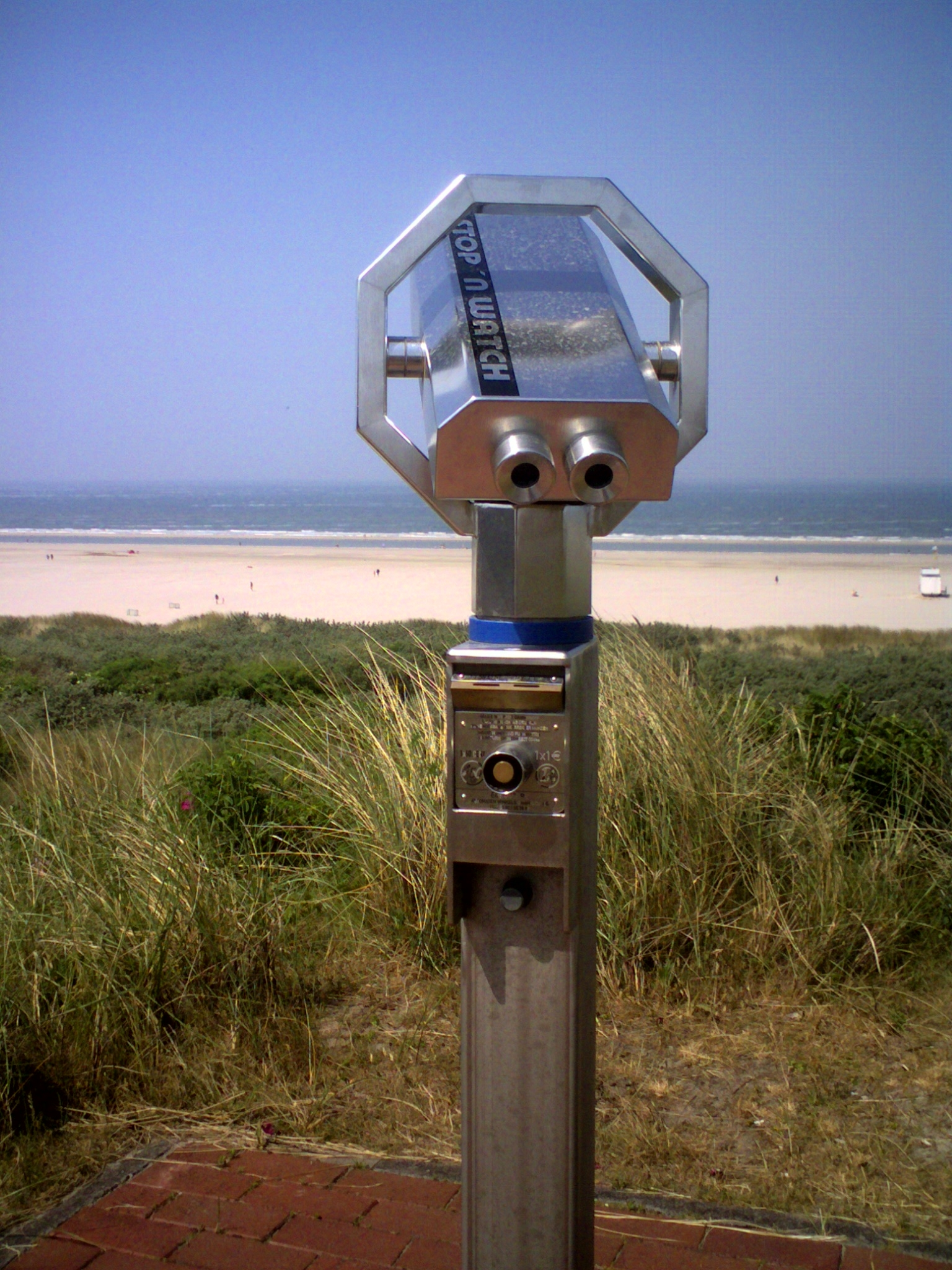
Aussichtsfernrohr auf der Nordseeinsel Juist

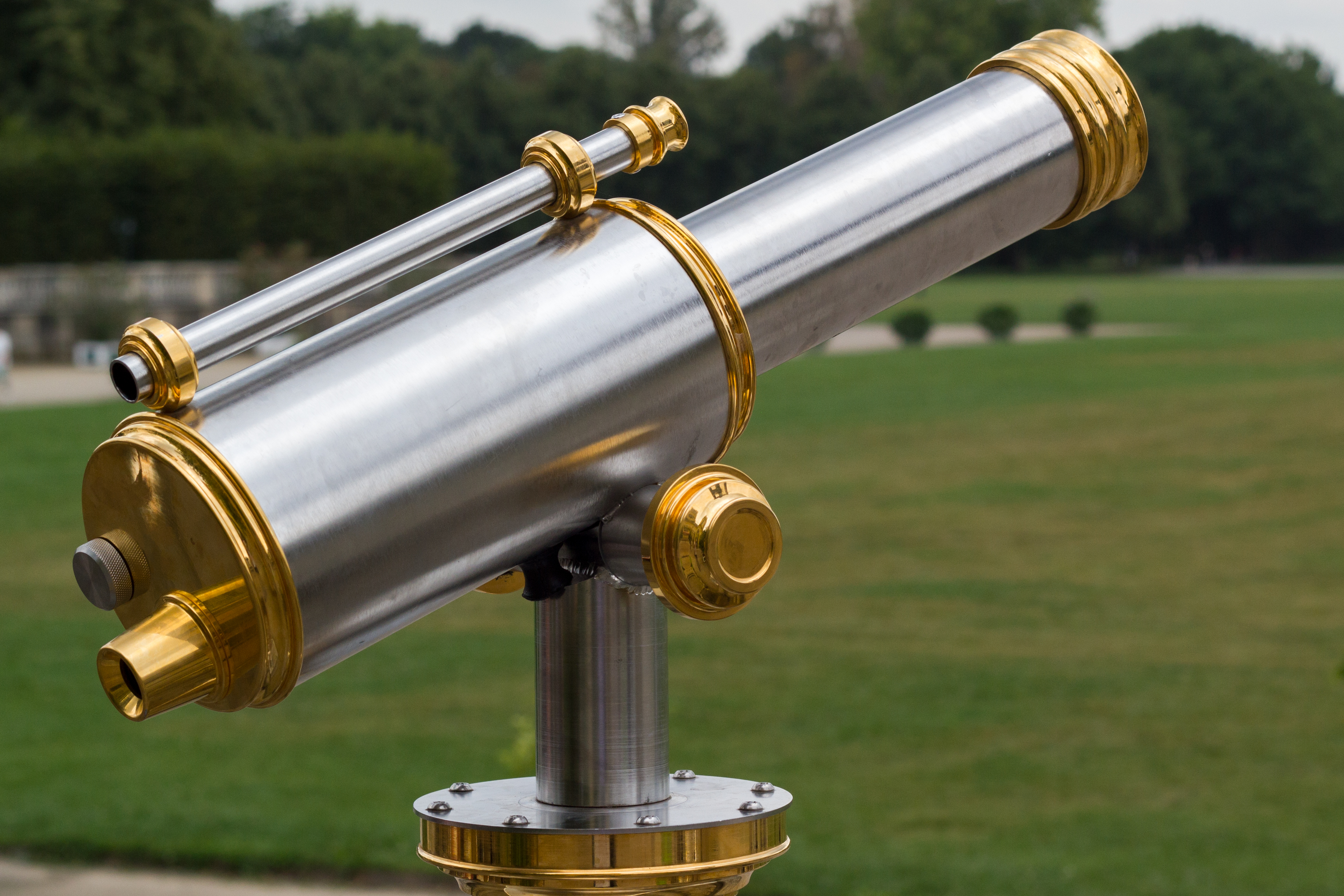
Aussichtsfernrohr an der Orangerie Kassel

Ein Aussichtsfernrohr ist ein robust gebautes Fernrohr, das an Orten mit starkem Tourismus und guter Sicht auf Landschaften oder Städte fest installiert ist. Häufig stehen solche Teleskope auf Aussichtswarten oder Aussichtsterrassen, vereinzelt auch bei Gaststätten.
Aussichtsfernrohre sind zumeist frei zugänglich und können gegen Bezahlung  für einen kurzen Zeitraum benutzt werden. Hierzu wird meist ein Geldstück in einen Münzeinwurf gesteckt, was den Durchblick durch das Okular freigibt, weswegen auch der Ausdruck Münzfernrohr gebräuchlich ist.
Von der Bauart her sind Aussichtsfernrohre meist Refraktoren, die einige Grad Gesichtsfeld bei rund 20-facher Vergrößerung bieten. Gelegentlich haben diese Geräte auch eine Zoomfunktion. Die Objektive haben Durchmesser von etwa 5–8 cm. Vereinzelt sind sie als Doppelfernrohre ausgebildet, was räumliches Sehen wie bei einem Feldstecher ermöglicht.